# مدينة عبد الله عبد القادر
مدينة عبد الله عبد القادر كانت ناشطة اجتماعية وتربوية سودانية. تعد أول مفتشة لمدارس البنات التعليمية في السودان. وقد أسست أول مدرسة ليلية لتعليم الكبار، كما أنها أول امراة منحت راتبًا (معاشًا) في عام 1958.

## الميلاد
ولدت في حي ابروف في مدينة امدرمان عام 1901. وكانت والدتها أمية (لم تتلقى أي تعليم كان)، ووالدها كان يعمل في التجارة، وقد تلقى تعليمًا دينيًا، نشأت في أسرة مترابطة مما اكسبها خصائص جيدة.

## التعليم
كان تعليمها الأولي في الخلوة حيث كانت الشيخة خديجة بت ود أبو صفية تطوف على البيوت لتعليم النساء القرآن والتعاليم الإسلامية، وبعدها تحولت للتعليم النظامي بمدرسة ود نباوي الأولية للبنات عام 1926. ثم التحقت بكلية المعلمات في السودان وتخرجت بعد عام، وذلك لاعفائها من عام دراسي كامل لذكائها، وأصبحت ناظرة للمدرسة.

## المناصب
اختيرت عام 1940 لتصبح أول مفتشة لمدارس البنات في السودان، ونالت دبلوم الخدمة الممتازة في مايو 1969، هي أول من أسس مدرسة ليلية لتعليم الكبار في مايو 1940، وأول امرأة منحت معاشا عام 1958. وانشئت مدرسة مدينة عبد الله الوسطى للبنات عام 1957، وكانت عضو في الاتحاد النسائي والهلال الأحمر السوداني وعضو بجمعية حماية الامومة والطفولة ومنحت نيشان الامبراطورية البريطانية للخدمة الممتازة ومنحتها جامعة الخرطوم درجة الماجستير الفخرية بالآداب عام 1970 تقديرًا لجهودها في مجال التعليم.

### هواياتها
الخياطة والتطريز وكانت تميل للشعر القومي ولها قصائد وأبيات شعرية متفرقة لم تنشر.

## الوفاة
توفيت الأستاذة مدينة يوم الخميس الموافق 15مارس 1990.